# Tytthoscincus butleri
Tytthoscincus butleri — вид сцинкоподібних ящірок родини сцинкових (Scincidae). Ендемік Малайзії. Вид названий на честь блитанського зоолога Артура Леннокса Батлера.

## Поширення і екологія
Tytthoscincus butleri мешкають на островах архіпелагу Лангкаві, розташованого біля північно-західного узбережжя Малайського півострова, а також спостерігалися на самому Малайському півострові, в штаті Перак. Вони живуть в гірських діптерокарпових лісах.